# Szczelina pod Tunelem Pawlikowskiego
Szczelina pod Tunelem Pawlikowskiego – jaskinia w Dolinie Kościeliskiej w Tatrach Zachodnich. Wejście do niej znajduje się w Organach, w pobliżu Jaskini Mroźnej i Jaskini Zimnej, zaraz poniżej Jaskini między Żleby (nazywanej też Tunelem Pawlikowskiego), na wysokości 1098 m n.p.m. Jaskinia jest pozioma, a jej długość wynosi 10 metrów.

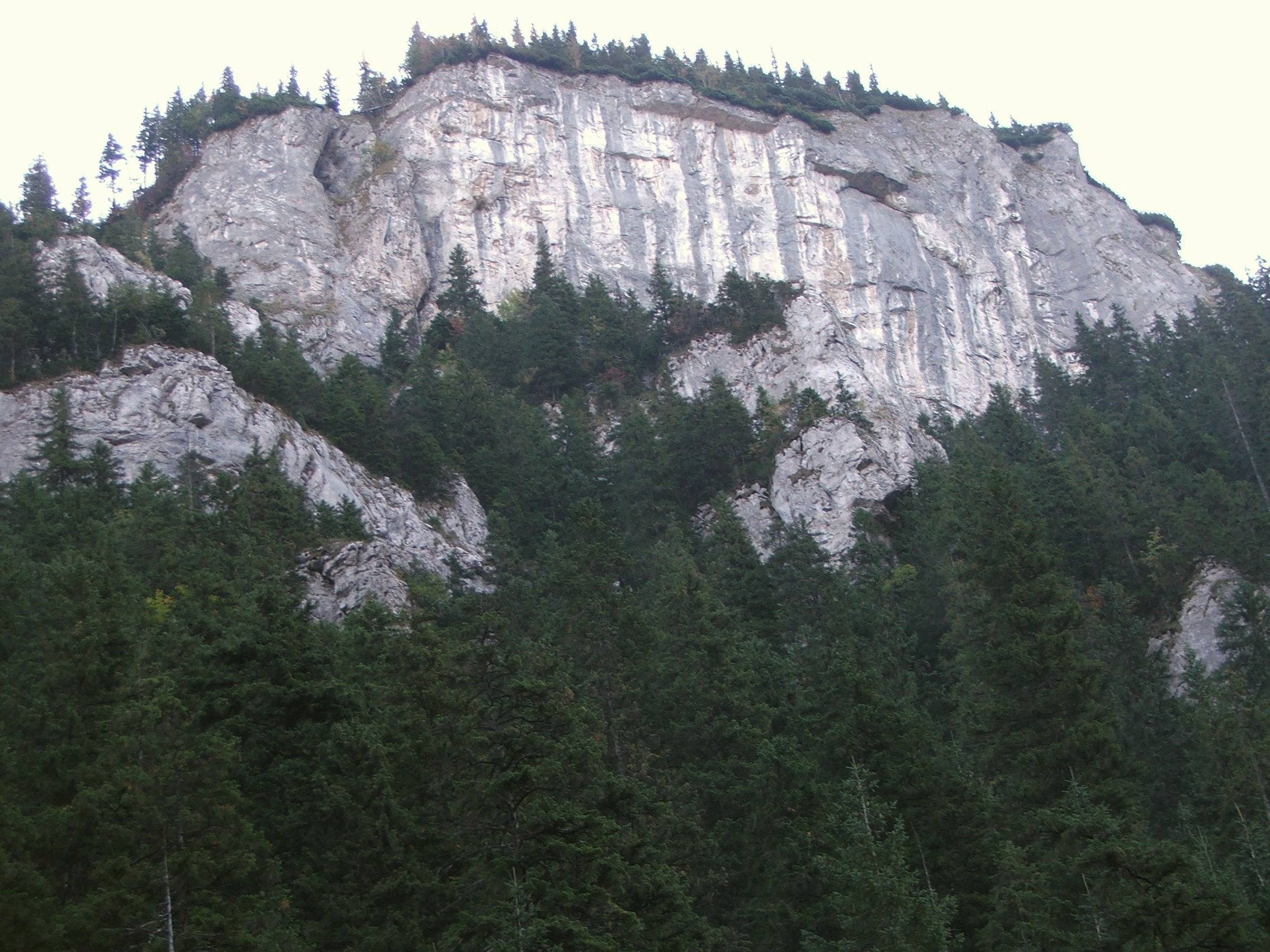
Organy w Dolinie Kościeliskiej

## Opis jaskini
Jaskinię stanowi ciasny, szczelinowy korytarzyk zaczynający się w niewielkim otworze wejściowym, a kończący szczeliną nie do przejścia.

## Przyroda
W jaskini występują nacieki grzybkowe. Ściany są wilgotne, brak jest na nich roślinności.

## Historia odkryć
Jaskinia była znana od dawna. W 1934 roku zwiedzał ją Stefan Zwoliński i Jerzy Zahorski. Pierwszy plan i opis jaskini sporządziła I. Luty przy współpracy T. Mardala w 1992 roku.